# Acanthoplesiops hiatti
Acanthoplesiops hiatti es una especie de peces de la familia Plesiopidae en el orden de los Perciformes.

## Morfología
• Los machos pueden llegar alcanzar los 2,4 cm de longitud total.

## Distribución geográfica
Se encuentra en las Filipinas, las Islas Molucas, el sur del Japón (Islas Izu) y las Islas Marshall.